# Carol M. Highsmith
Carol M. Highsmith (Eden, 18 maggio 1946) è una fotografa statunitense.

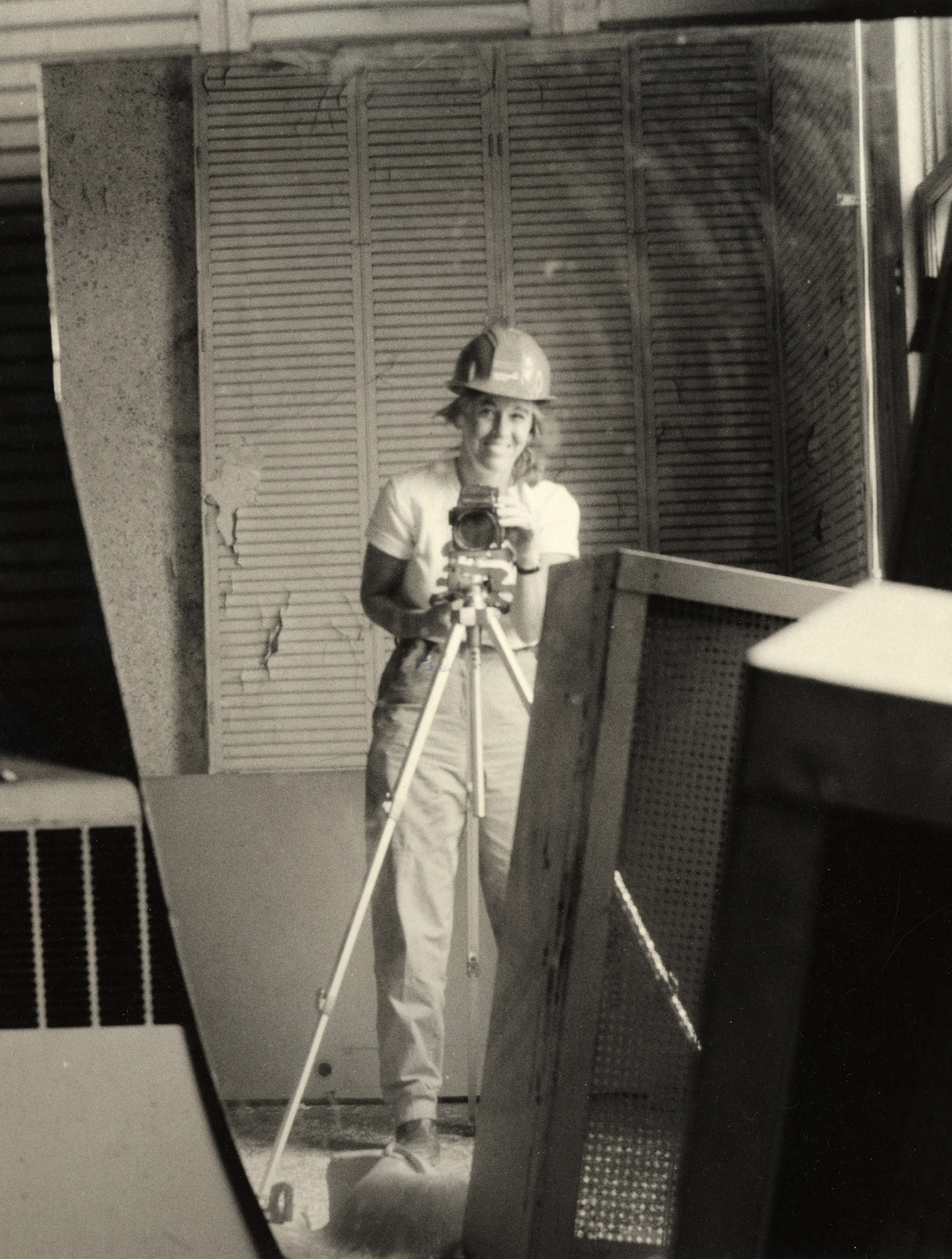
Autoritratto di Carol M. Highsmith

Highsmith ha donato le sue fotografie alla Library of Congress, che ha creato un archivio a lei dedicato che dovrebbe arrivare a contenere più di 100 000 immagini.